# Liste der Kulturgüter in Wittnau
Die Liste der Kulturgüter in Wittnau enthält alle Objekte in der Gemeinde Wittnau im Kanton Aargau, die gemäss der Haager Konvention zum Schutz von Kulturgut bei bewaffneten Konflikten, dem Bundesgesetz vom 20. Juni 2014 über den Schutz der Kulturgüter bei bewaffneten Konflikten sowie der Verordnung vom 29. Oktober 2014 über den Schutz der Kulturgüter bei bewaffneten Konflikten unter Schutz stehen.
Objekte der Kategorien A und B sind vollständig in der Liste enthalten, Objekte der Kategorie C fehlen zurzeit (Stand: 1. Januar 2023).

## Kulturgüter
| Foto | | Objekt                                                                            | Kat. | Typ | Standort                       | Beschreibung |
| ---- | --- | --------------------------------------------------------------------------------- | ---- | --- | ------------------------------ | ------------ |
| BW   | Datei hochladen · Wikidata zu Wittnauer Horn, prähistorische Höhensiedlung / römische/frühmittelalterliche Wehranlage (Q19362405) | Wittnauer Horn (prähistorische Höhensiedlung, römische Wehranlage) KGS-Nr.: 00289 | A    | F   | 639280 / 259240                |              |
| BW   | Datei hochladen · Wikidata zu Ruine Alt Homberg (Q19362404)                                                                       | Ruine Alt-Homberg KGS-Nr.: 00290                                                  | A    | G   | 640271 / 260170                |              |
| ja   | Datei hochladen · Wikidata zu Wegkapelle St. Martin (Q29581597)                                                                   | Wegkapelle St. Martin KGS-Nr.: 15908                                              | B    | G   | Sitstrasse 4.2 640496 / 259245 |              |